# محمد کام‌بخش
محمد کام‌بخش (۱۶۶۷-۱۷۰۹م) واپسین پسر اورنگ‌زیب ششمین پادشاه گورکانی هند از ازدواجش با «اودیپوری محل» بود.
خواهر و برادران او:
- بهادرشاه یکم
- اعظم‌شاه
- سلطان محمد اکبر
- زیب‌النسا

همسران:
- دختر انارسینگ، کدخدای منوخارپور
- فخر جهان، دختر برخوردار بیگ، منصبدار.